# 鄂木错公玛
鄂木错公玛是一个位于中国青海省久治县的湖泊，面积约为2.8平方千米。